# Benala tumidus
Benala tumidus är en insektsart som beskrevs av Henry Fairfield Osborn 1923. Benala tumidus ingår i släktet Benala och familjen dvärgstritar. Inga underarter finns listade i Catalogue of Life.